# Bennegodlu, Kanakapura
Bennegodlu là một làng thuộc tehsil Kanakapura, huyện Ramanagara, bang Karnataka, Ấn Độ.